# Zbigniew Walenty Kalina

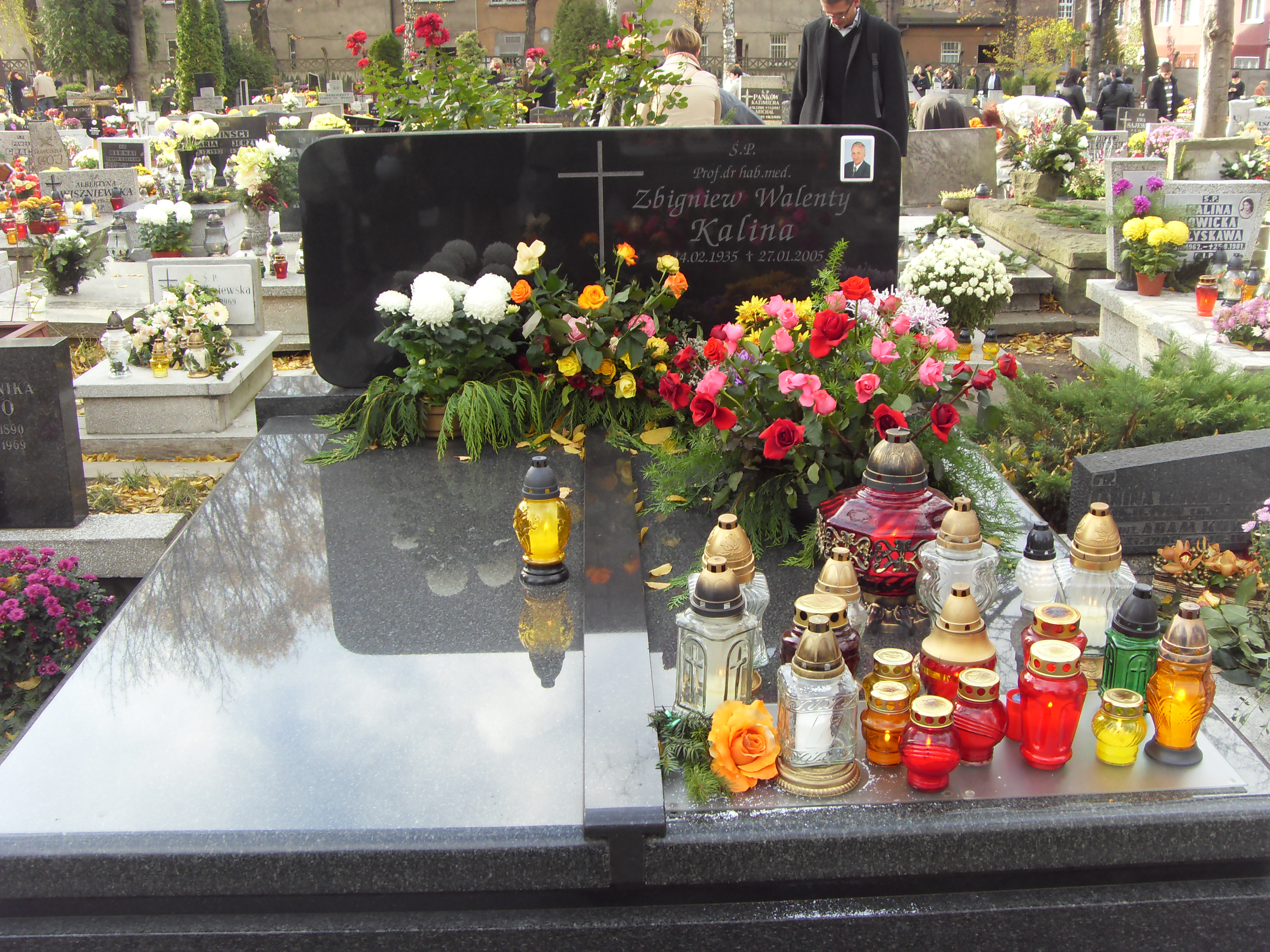
Grób Zbigniewa Kaliny

Zbigniew Walenty Kalina (ur. 14 lutego 1935, zm. 27 stycznia 2005) – polski lekarz, prof. dr hab., specjalista chorób wewnętrznych.
Członek honorowy Towarzystwa Internistów Polskich. Promotor 19 prac doktorskich, opiekun 4 habilitacji.
Pochowany na cmentarzu przy ul. Sienkiewicza w Katowicach.

## Wyróżnienia
- Krzyż Oficerski Orderu Odrodzenia Polski
- Krzyż Komandorski Orderu Odrodzenia Polski
- Srebrny Krzyż Zasługi
- Medal Komisji Edukacji Narodowej
- złota odznaka "Zasłużony w rozwoju województwa katowickiego"
- Odznaka honorowa „Za wzorową pracę w służbie zdrowia”
- Odznaka Honorowa PCK
- Order Honorowy "Laur 50-lecia ŚAM"